# Flex (revista)
Flex es una revista estadounidense enfocada principalmente al culturismo, aunque también abarca otras temáticas como la nutrición y las actividades físicas en general. Es publicada por la empresa American Media Inc.

## Historia
Fundada en 1983 por Joe Weider, otras versiones locales (esencialmente el contenido en los Estados Unidos contiene anuncios locales) se publican ahora en todo el mundo, especialmente en países como el Reino Unido y Australia.
La primera edición fue fechada en abril de 1983, y contó con la aparición del culturista Chris Dickerson en la portada. Flex es una publicación que acompaña a otras como Muscle & Fitness, con más énfasis al culturismo profesional.

## Portadas
Personalidades destacadas del mundo del culturismo, el cine, la lucha libre profesional, entre otros, han sido publicados en la portada de la revista, entre ellos, el austriaco Arnold Schwarzenegger, Lou Ferrigno, Paul Levesque (Triple H), Lee Haney, entre otros.

## Ediciones internacionales
- Reino Unido: Flex Magazine UK
- Francia: Flex Magazine (flexonline.fr)
- Alemania: Flex Magazine (flexonline-de)
- Países Bajos: Flex Magazine (flexonline.nl)
- Australia: Flex Magazine (flexonline.au)
- Italia: Flex Magazine (flexonline.it)